# Jet Ready
Jet Ready fue una aerolínea española con sede social en Valencia. Operó vuelos bajo demanda con jet privados desde sus bases en Santiago de Compostela, Madrid, Barcelona, Valencia, Zaragoza y Sevilla.

## Flota
La empresa utilizó aviones Eclipse 500, aparatos con una capacidad de cuatro pasajeros de pago.